# إيليا كابلان
إيليا كابلان (بالروسية: Илья Каплан)‏ (27 يونيو 1986 بتولا في روسيا - ) هو لاعب كرة قدم روسي في مركز الوسط. لعب مع أرسنال تولا ونادي داوغافا وFC Istra ‏ وFC Dynamo Tula ‏ وFC Mostovik-Primorye Ussuriysk ‏ وFC Khimik-Arsenal ‏.

## وصلات خارجية
- إيليا كابلان على موقع قاعدة بيانات كرة القدم.إي يو (الإنجليزية)